# Tumebacillus
Tumebacillus ist eine Gattung von Bakterien.

## Merkmale
Der Gram-Test verläuft in der Regel positiv, es können auch Abweichungen auftreten, so kann z. B. der Test bei älteren Zellen von Tumebacillus permanentifrigoris auch negativ ausfallen. Einige Arten besitzen Flagellen und sind beweglich, hierzu zählen z. B. Tumebacillus soli, Tumebacillus algifaeces und Tumebacillus flagellatus. Nicht beweglich ist z. B. Tumebacillus permanentifrigoris.

## Stoffwechsel und Wachstum
Tumebacillus ist auf Sauerstoff angewiesen (aerob). Es kann entweder durch einen chemoorganotrophen Stoffwechsel (durch Aufnahme und Verwertung organischer Verbindungen) oder aus der Umsetzung anorganischer Stoffe (Chemolithoautotrophie) Energie gewinnen. So zeigt Tumebacillus permanentifrigoris chemolithoautotrophes Wachstum auf S0, Na2SO3, Na2S2O3. Tumebacillus ginsengisoli nutzt NO3 und Tumebacillus flagellatus S0, NO3 und NO2−.
Es folgt eine Tabelle mit Merkmalen einiger Arten
|                         | T. soli            | T. permanentifrigoris | T. ginsengisoli   | T. flagellatus | T. algifaecis |
| ----------------------- | ------------------ | --------------------- | ----------------- | -------------- | ------------- |
| Flagellen               | vorhanden          | fehlen                | fehlen            | vorhanden      | vorhanden     |
| Zellgröße in µm         | 0,7–1,25 × 0,7–2,7 | 3–3,5 × 0,5           | 0,5–0,8 × 3,0–6,0 | 0,5 × 3,1–4,2  | 0,8–1,5 × 1–3 |
| Tolerierte Temperaturen | 25–45 °C           | 5–37 °C               | 20–42 °C          | 20–42 °C       | 20–45 °C      |
| Optimale Temperatur     | 37 °C              | 25–30 °C              | 30 °C             | 37 °C          | 30 °C         |
| tolerierte pH-Werte     | 5,5–8,5            | 5,5–8,9               | 5,0–8,5           | 4,5–8,5        | 5,5–9,5       |
| Oxidase-Test            | positiv            | negativ               | positiv           | positiv        | positiv       |

## Chemotaxonomische Merkmale
Die Gattung Tumebacillus umfasst gram-positive, teils bewegliche, stäbchenförmige Bakterien, die chemotaxonomisch charakterisiert sind durch das Vorhandensein von Menaquinon 7 (MK-7) als Atmungschinon und iso-C15:0 (iso-Pentadecansäure) als die vorherrschende zelluläre Fettsäure.

## Ökologie
Arten von Tumebacillus kommen in unterschiedlichen Ökosystemen vor. Tumebacillus avium wurde aus dem Darm eines Mönchsgeiers (Aegypius monachus) isoliert, der Artname avium ist von dem lateinischen Wort avis für Vogel abgeleitet. T. permanentifrigoris wurde aus Permafrostboden in der kanadischen Hocharktis isoliert. Die Erstbeschreibung von T. flagellatus stammt von einer Probe aus dem Abwasser einer Maniokstärkefabrik in Südchina. T. soli wurde aus Boden in Südkorea isoliert. Die Typstamm von T. luteolus stammt aus einer Bodenprobe.
Nicht näher identifizierte Tumebacillus-Arten wurden vom Boden in Mangrovenwäldern in China isoliert und in Bodenproben in der Nähe einer Salzmine in Pakistan.

## Systematik
Die Gattung Tumebacillus zählt zu der Familie Alicyclobacillaceae innerhalb des Stammes Firmicutes. Tumebacillus permanentifrigoris ist die Typusart der Gattung, sie wurde im Jahr 2008 von Blaire Steven und Mitarbeitern erstbeschrieben. Zu der Gattung zählten im Mai 2024 insgesamt 10 Arten:
- Tumebacillus algifaecis
- Tumebacillus amylolyticus
- Tumebacillus avium
- Tumebacillus flagellatus
- Tumebacillus ginsengisoli
- Tumebacillus lacus
- Tumebacillus lipolyticus
- Tumebacillus luteolus
- Tumebacillus permanentifrigoris
- Tumebacillus soli

## Namensherkunft
Der Gattungsname Tumebacillius kommt von den lateinischen Wort tume- (geschwollen) und bezieht sich auf die Sporen: Es handelt sich um terminale Endosporen, die in geschwollenen Sporangien gebildet werden. Das Wort bacillus (lat.: Stäbchen) bezieht sich auf die stäbchenförmige Zellform.

## Technische Nutzung
Das Genom der Art Tumebacillus flagellatus wurde vollständig sequenziert. Da das Bakterium eine säureresistente Amylase bildet, ist dies auch von Interesse für die industrielle Biotechnologie. Amylasen sind Enzyme, die industriell z. B. für die Ernährungsherstellung, Pharmazeutik, Chemie und Waschmittelproduktion genutzt werden.
Ein weiteres Genom wurde von einem Stamm mit einer Übereinstimmung der 16S-rRNA von 99 % mit Tumebacillus avium sequenziert.